# Мамытбеков, Асылжан Сарыбаевич
Асылжан Сарыбаевич Мамытбеков (каз. Мамытбеков Асылжан Сарыбайұлы; 17 сентября 1968 года, Чимкент, Казахская ССР) — ответственный секретарь Министерства сельского хозяйства Республики Казахстан (с апреля 2018), бывший министр сельского хозяйства Республики Казахстан.

## Биография
Родился 17 сентября 1968 года в городе Шымкент Южно-Казахстанской области.
В 1992 году окончил юридический факультет Казахского государственного университета. В 1996 году окончил Казахскую государственную академию управления.
В 1992—1998 — младший научный сотрудник Института государства и права Академии наук Республики Казахстан.
В 1998—2000 — заместитель председателя Комитета по управлению земельными ресурсами.
В 1999 году — заместитель начальника Костанайского областного финансового управления.
В 2000—2003 — начальник Костанайского областного управления Казначейства.
В 2003—2004 — заместитель акима Костанайской области Умирзака Шукеева
.
В 2004—2006 — заместитель акима города Астаны Умирзака Шукеева.
В 2006—2007 — заместитель акима Южно-Казахстанской области Умирзака Шукеева.
В 2007—2008 — заместитель руководителя канцелярии премьер-министра Республики Казахстан.
С ноября 2008 по 2011 — председатель правления АО «Национальный управляющий холдинг „КазАгро“».
С 11 апреля 2011 по 6 мая 2016 года — министр сельского хозяйства Республики Казахстан. Подал в отставку в результате волнений касательно земельного вопроса и объявления президентом об его неполном служебном соответствии
.
2016 по 2018 год — независимый директор АО «Банк Астана».
С января 2018 года — председатель Мясного союза Казахстана.
В мае 2018 года снова вернулся в систему Минсельхоза РК — назначен на должность ответственного секретаря министра Умирзака Шукеева.
Владеет казахским, русским, английским языками.
Женат, воспитывает четырёх детей: три дочери: Айнур, Назира и Аружан, один сын: Абзалхан. Учился в  7 школе им.К. Сыпатаева В г  Шымкент 

## Награды
- Орден Курмет (2008)
- Орден Парасат (2015)[4]